# Molophilus (Molophilus) willara
Molophilus (Molophilus) willara is een tweevleugelige uit de familie steltmuggen (Limoniidae). De soort komt voor in het Australaziatisch gebied.